# Saint Seiya: Ougon Densetsu Hen Perfect Edition
Saint Seiya: Ougon Densetsu Hen Perfect Edition è un videogioco di genere picchiaduro a scorrimento e di ruolo ambientato nel mondo dei Cavalieri dello zodiaco: il giocatore gioca con Pegasus e gli altri Cavalieri di bronzo portandoli a conquistare l'armatura ed altri combattimenti fino a sconfiggere il Grande Sacerdote Arles.
È il remake per il WonderSwan Color dei videogiochi Saint Seiya: Ougon Densetsu e Saint Seiya: Ougon Densetsu Kanketsu Hen per il NES, uniti in un unico capitolo. Il gioco si distingue dall'originale per l'aggiunta di animazioni e di qualche dialogo, l'eliminazione di alcuni combattimenti (ad esempio contro i Cavalieri neri) ed un miglioramento della grafica. Tuttavia in questo gioco sono state aggiunte delle sequenze di intermezzo e i dialoghi sono stati allungati andando a sostituire combattimenti che avvenivano nella versione NES. Il gioco è stato reso estremamente semplificato e limitato: Pegasus non può saltare, alcune stanze sono molto più semplici da superare e i nemici sono molto ridotti.